# Wacław Kasprzak
Wacław Antoni Kasprzak (ur. 26 września 1932 r. w Golinie nad Wartą) – polski mechanik, specjalizujący się w analizie wymiarowej, dynamice procesów, mechanice technicznej, metodach komputerowych, naukoznawstwie oraz prognozowaniu; nauczyciel akademicki związany z Politechniką Wrocławską (rektor od 1982 do 1984 roku) oraz Dolnośląską Wyższą Szkołą Przedsiębiorczości i Techniki w Polkowicach (jej pierwszy rektor w latach 2002-2006).

## Życiorys
Urodził się w Golinie nad Wartą. Po ukończeniu szkoły elementarnej kontynuował naukę w Liceum Ogólnokształcącym im. Bolesława Chrobrego w Gnieźnie, gdzie w 1951 roku zdał maturę. W tym samym roku rozpoczął studia w Politechnice Wrocławskiej na Wydziale Mechanicznym. Dyplom magistra inżyniera mechanika ze specjalizacją maszyny robocze ciężkie otrzymał w 1956 roku. Jednak już od września 1954 roku podjął pracę jako zastępca asystenta w Katedrze Mechaniki Technicznej PWr przechodząc w tejże Katedrze wszystkie stopnie kariery asystenckiej. W 1962 roku uzyskał stopień naukowy doktora, a pięć lat później doktora habilitowanego nauk technicznych. W 1967 roku został mianowany docentem, w 1974 roku profesorem nadzwyczajnym, a w 1992 roku profesorem zwyczajnym. Tytuł profesora nauk technicznych został mu nadany już w 1971 roku przez Radę Państwa PRL.
W Politechnice Wrocławskiej, poza działalnością naukowo-dydaktyczną, pełnił szereg ważnych funkcji organizacyjnych. Był dyrektorem ds. współpracy z przemysłem, a w latach: 1963–1969 prorektorem ds. nauki, 1969-1981 zastępcą rektora, a od 1982 do 1984 rektorem.
Poza tym, na początku XXI wieku, brał czynny udział w utworzeniu w Polkowicach Dolnośląskiej Wyższej Szkoły Przedsiębiorczości i Techniki, w której piastował stanowisko rektora w latach 2002–2006.
Aktualnie jest zatrudniony w Katedrze Mechaniki, Inżynierii Materiałowej i Biomedycznej na Wydziale Mechanicznym Politechniki Wrocławskiej.

## Dorobek naukowy
Wacław Kasprzak specjalizuje się w badaniach doświadczalnych rozkładów naprężeń w konstrukcjach, pomiarach rentgenograficznych, analizie wymiarowej. Jest współtwórcą systemów oprogramowania do opracowywania wyników doświadczeń, a także współautorem 5 książek i monografii, w tym między innymi:
- Dimensional Analysis in the Identification of Mathematical Models World Scientific 1990; wspólnie z B. Lysikiem i M. Rybaczukiem.
- Komputerowy System Obsługi Eksperymentu, PWT 1991.
- Strategie Techniczne - Prognozy, Wrocław 2003.

Ponadto jest autorem i współautorem ponad 100 prac, promotorem 9 zakończonych przewodów, wśród wychowanków 4 doktorów habilitowanych. Pełni funkcję wiceprzewodniczącym Komitetu Wydawniczego czasopisma "Studia Geotechnica et Mechanica" od 1975 roku oraz członkiem Komitetu Wydawniczego czasopisma "Materials Science"